# Feroxyhyte
La feroxyhyte est un minéral, variété d'oxyhydroxyde de fer(III), δ-FeIIIO(OH),,. La feroxyhyte cristallise dans le système hexagonal. Elle se forme sous forme de masses brunes arrondies à concrétionnaires. La feroxyhyte est opaque, magnétique, a un trait jaune et a une densité relative de 4,2. Son nom est dérivé de sa composition : fer, oxygène et hydroxyle.
Elle se trouve dans les nodules de manganèse-fer sur les fonds de l’Atlantique et du Pacifique. On la trouve également dans les mers Baltique, Blanche et Kara. Elle se forme dans des conditions de haute pression et redevient de la goethite lorsqu’elle est exposée à des conditions de surface. Elle se présente également sous forme de ciment et de revêtements sur les clastes dans les sols et les sédiments mal drainés, formés par l’oxydation rapide des composés d’oxyde de fer(II).
Le minéral a été décrit pour la première fois en 1976 pour une occurrence dans les sols de sa localité type : Kolomya, oblast d'Ivano-Frankivsk en Ukraine.